# Alton (Illinois)
Alton é uma cidade localizada no estado americano de Illinois, no Condado de Madison. A cidade foi fundada em 1818. É a cidade natal de Robert Wadlow, a pessoa mais alta da história, com 2,72 m de altura.

## Demografia
Segundo o censo americano de 2000, a sua população era de 30.496 habitantes. 
Em 2006, foi estimada uma população de 29.269, um decréscimo de 1227 (-4.0%).

## Geografia
De acordo com o United States Census Bureau tem uma área de 
43,0 km², dos quais 40,5 km² cobertos por terra e 2,5 km² cobertos por água. Alton localiza-se a aproximadamente 186 m acima do nível do mar.

## Localidades na vizinhança
O diagrama seguinte representa as localidades num raio de 12 km ao redor de Alton. 